# Don Lusk
Don Lusk, all'anagrafe Donald Lusk (Burbank, 28 ottobre 1913 – San Clemente, 30 dicembre 2018), è stato un regista e animatore statunitense.

## Biografia
Don Lusk fu assunto dalla Walt Disney Productions come animatore nel 1933. Alcuni dei suoi lavori più importanti per lo studio furono Pinocchio, Fantasia, Bambi, I racconti dello zio Tom, Cenerentola, Alice nel Paese delle Meraviglie, Le avventure di Peter Pan, Lilli e il vagabondo, La bella addormentata nel bosco e La carica dei cento e uno.
Lusk lasciò la Disney nel 1960, ma continuò a lavorare, anche come regista, per la Lee Mendelson Film Productions (sui film e special dei Peanuts) e per la Hanna-Barbera. I suoi lavori per quest'ultima includono Scooby-Doo, Gli antenati, I pronipoti, I Puffi e Tom & Jerry Kids. Dopo una carriera durata sessant'anni, nel 1993 Lusk si ritirò dalla professione.
Muore a San Clemente, in California, il 30 dicembre 2018 all'età di 105 anni.

## Filmografia

### Cinema

#### Animatore
- Yogi, Cindy e Bubu (Hey There, It's Yogi Bear!), regia di Hanna-Barbera (1964)
- Un uomo chiamato Flintstone (The Man Called Flintstone), regia di Hanna-Barbera (1965)
- Arriva Charlie Brown (A Boy Named Charlie Brown), regia di Bill Melendez (1969)
- Corri più che puoi, Charlie Brown (Race For Your Life, Charlie Brown), regia di Bill Melendez (1977)

#### Approvazione disegni
- Snoopy cane contestatore (Snoopy Come Home), regia di Bill Melendez (1972)

#### Regista
- GoBots: Battle of the Rock Lords, co-regia con Ray Patterson e Alan Zaslove (1986)
- I Pronipoti incontrano gli Antenati (The Jetsons Meet the Flintstones) (1987)
- Yogi e l'invasione degli orsi spaziali (Yogi and the Invasion of the Space Bears) (1988)

### Televisione
- It Was a Short Summer, Charlie Brown, regia di Bill Melendez (1969), approvazione disegni
- Play It Again, Charlie Brown, regia di Bill Melendez (1970), approvazione disegni
- You're Not Elected, Charlie Brown, regia di Bill Melendez (1972), approvazione disegni
- There's No Time for Love, Charlie Brown, regia di Bill Melendez (1973), approvazione disegni
- A Charlie Brown Thanksgiving, regia di Bill Melendez e Phil Roman (1973), approvazione disegni
- It's a Mystery, Charlie Brown, regia di Phil Roman (1974), approvazione disegni
- It's the Easter Beagle, Charlie Brown, regia di Phil Roman (1974), animatore
- Be My Valentine, Charlie Brown, regia di Phil Roman (1975), animatore
- You're a Good Sport, Charlie Brown, regia di Phil Roman (1975), animatore
- It's Arbor Day, Charlie Brown, regia di Phil Roman (1976), animatore
- A Flintstone Christmas, regia di Charles A. Nichols (1977), animatore
- It's Your First Kiss, Charlie Brown, regia di Phil Roman (1977), animatore
- What a Nightmare, Charlie Brown!, regia di Phil Roman e Bill Melendez (1978), animatore
- I Puffi (The Smurfs), assistente regia dal 1983 al 1985.
- La caccia al tesoro di Yoghi (Yogi's Treasure Hunt), direttore dal 1985 al 1986.
- Il cucciolo Scooby-Doo (A Pup Named Scooby-Doo), direttore dal 1988 al 1991.
- Tom & Jerry Kids Show (Tom & Jerry Kids), direttore dal 1990 al 1993.